# Royal Street

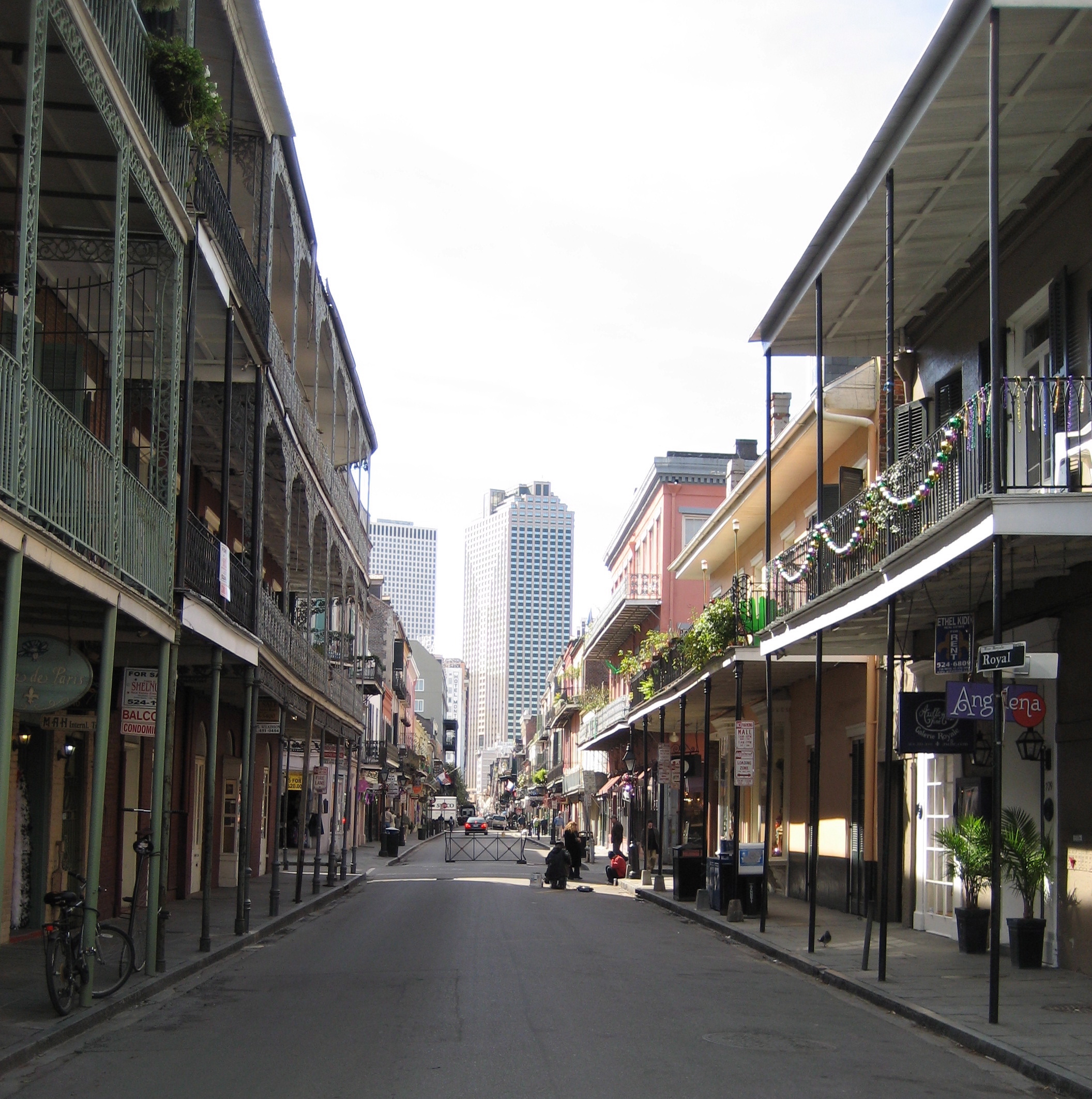
Royal Street.

La Royal Street (« Rue Royale », en espagnol : Calle Real) est une rue de La Nouvelle-Orléans en Louisiane, aux États-Unis.
Elle traverse le Vieux carré français de La Nouvelle-Orléans et en est la deuxième voie la plus connue après Bourbon Street.

## Personnalités liées à ce lieu
- Doreen Ketchens, clarinettiste de jazz